# Kinas Grand Prix
Kinas Grand Prix er et Formel 1-løb som arrangeres på banen Shanghai International Circuit i Shanghai, Kina. Banen er designet af Hermann Tilke og kan huse op til 200.000 tilskuere. Kinas første Formel 1-løb, som blev arrangeret i 2004, blev en stor succes og et indholdsrigt løb, hvor Ferrari-køreren Rubens Barrichello vandt med kun ét sekunds forspring til Hondas britiske kører Jenson Button.

## Vindere af Kinas Grand Prix
| År   | Kører              | Konstruktør         | Bane     | Rapport |
| ---- | ------------------ | ------------------- | -------- | ------- |
| 2024 | Max Verstappen     | Red Bull-Honda RBPT | Shanghai | Rapport |
| 2019 | Lewis Hamilton     | Mercedes            | Shanghai | Rapport |
| 2018 | Daniel Ricciardo   | Red Bull-TAG Heuer  | Shanghai | Rapport |
| 2017 | Lewis Hamilton     | Mercedes            | Shanghai | Rapport |
| 2016 | Nico Rosberg       | Mercedes            | Shanghai | Rapport |
| 2015 | Lewis Hamilton     | Mercedes            | Shanghai | Rapport |
| 2014 | Lewis Hamilton     | Mercedes            | Shanghai | Rapport |
| 2013 | Fernando Alonso    | Ferrari             | Shanghai | Rapport |
| 2012 | Nico Rosberg       | Mercedes            | Shanghai | Rapport |
| 2011 | Lewis Hamilton     | McLaren-Mercedes    | Shanghai | Rapport |
| 2010 | Jenson Button      | McLaren-Mercedes    | Shanghai | Rapport |
| 2009 | Sebastian Vettel   | Red Bull-Renault    | Shanghai | Rapport |
| 2008 | Lewis Hamilton     | McLaren-Mercedes    | Shanghai | Rapport |
| 2007 | Kimi Räikkönen     | Ferrari             | Shanghai | Rapport |
| 2006 | Michael Schumacher | Ferrari             | Shanghai | Rapport |
| 2005 | Fernando Alonso    | Renault             | Shanghai | Rapport |
| 2004 | Rubens Barrichello | Ferrari             | Shanghai | Rapport |